# Sauerbraten

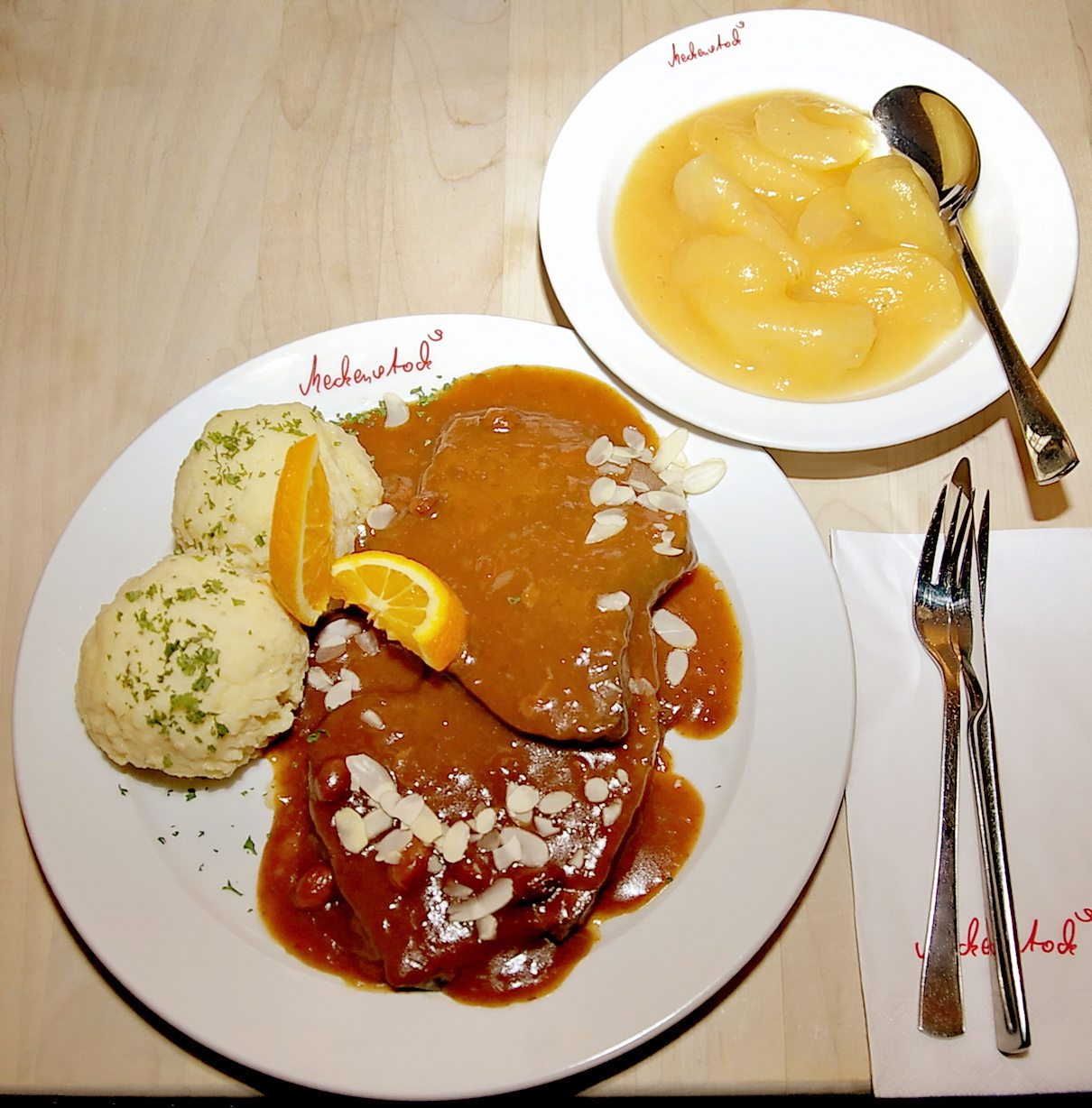
Sauerbraten in salsa di uva con Kartoffelkloß e purea di mele.

Il sauerbraten è un tipo di stufato tedesco, in genere di carne bovina marinata e poi cotta in acqua, aceto e spezie.

## Abbinamenti
È tradizionalmente servito con cavolo rosso, Kartoffelkloß (grossi gnocchi di patate), Spätzle, patate lesse, o tagliatelle.

## Diffusione
Il sauerbraten è stato descritto come uno dei piatti nazionali della Germania. È uno dei più noti piatti tedeschi, del quale esistono inoltre versioni locali in diverse regioni, tra cui: Franconia, Renania, Saarland, Slesia e Svevia. Le variazioni regionali del sauerbraten differiscono principalmente per gli ingredienti della loro marinata, i sughi e gli abbinamenti tradizionali. Sebbene negli Stati Uniti in molti ristoranti in stile tedesco vengano serviti i tortel di patate abbinati al sauerbraten, ciò è comune solo in una piccola parte del territorio tedesco.